# Willem Hendrik Dahmen
Willem Hendrik Dahmen (Amsterdam, 27 maart 1797 – Nijmegen, 15 december 1847) was een Nederlands violist.
Willem Hendrik Dahmen werd geboren binnen het gezin van Herman Dahmen (hoornist en violist) en Alida van Eck.  Het gezin verhuisde na zijn geboorte naar Rotterdam. Hij kreeg zijn muzikale opleiding van zijn vader met de nadruk op de viool. Zijn spel raakte bekend in Nijmegen, alwaar hij vanaf rond 1818 werkzaam was als soloviolist van een plaatselijk balletorkest en muziekdirecteur. Hij organiseerde stadsconcerten, waaraan hij ook zelf meewerkte. Die concerten vielen op want in 1838 werd hij benoemd tot soloviolist van koning Willem I der Nederlanden. Tot 1845 nam hij deel aan de Rijn-muziekfeesten in Duitsland. Vanaf 1830 ging zijn spel achteruit door een gebroken rechterarm, die hem parten bleef spelen in zijn vioolspel. Zijn capaciteiten als dirigent werden minder hoog ingeschat doordat bij hem de benodigde kennis van muziektheorie ontbrak.
Hij was tweemaal getrouwd. na het overlijden van zijn eerste vrouw Anna Maria Eugenia Nobel in 1832 hertrouwde hij in 1837 met Geertruida Henrietta Strik. Hij stierf aan een beroerte in Nijmegen en werd op 18 december 1847 begraven begeleid door het harmoniegezelschap Concordia en zangvereniging Caecilia.
- Biografisch Portaal: 92253271
- Gemeinsame Normdatei: 1160324085
- Virtual International Authority File: 3212152822003001040000